# Dogue-de-bordéus
O dogue-de-bordéus[Nota](em francês:  Dogue de Bordeaux'), também chamado de mastim francês, é uma raça de cães originária da França. É um molosso muito utilizado como cão de guarda. Esta raça possui como provável ascendentes o Alaunt Veutrerer, o cão que deu origem aos antigos buldogues. Todavia, não há precisão nos dados.

## Etimologia
"Dogue" em português e francês é uma palavra que tem seu equivalente grafado em inglês e alemão como "dogge", uma palavra que pode derivar do próprio inglês antigo "docga" que significa "cão poderoso, musculoso"; ou do proto-germânico "dukkǭ" que significa "poder; força". A denominação "dogue" ou "dogge" foi e é comumente utilizada para nomear um tipo de cães de constituição física molossóide utilizados principalmente para presa de grandes animais.

## História

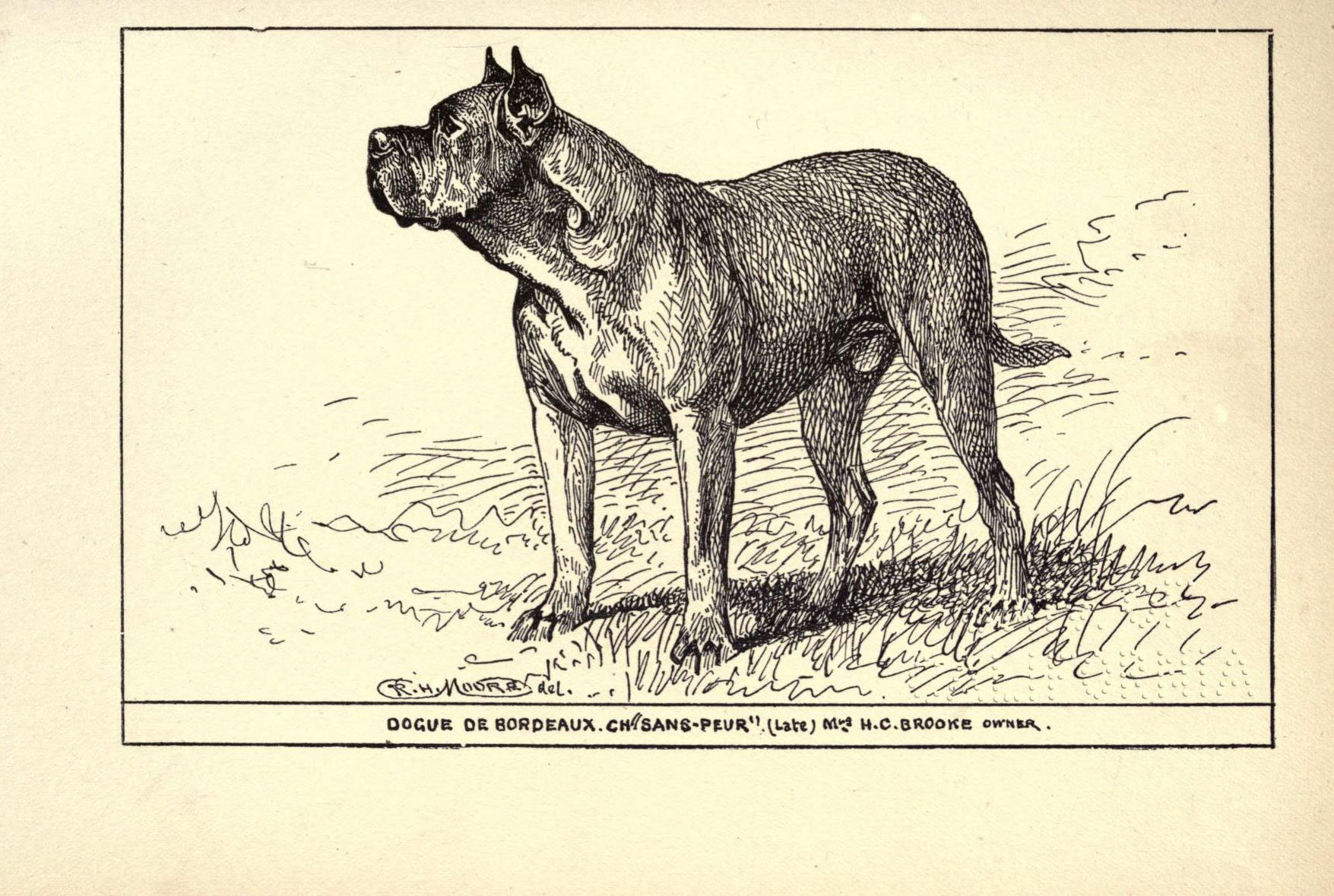
Antigo Dogue de bordeaux, gravura do ano 1900

O dogue-de-bordéus é um dos mais antigos cães franceses, provável descendente dos Alanos e, em particular, do dogue de caça
ao javali sobre o qual o Gaston Phébus(Conde de Foix) disse, no século XIV, em seu “Livro de Caça”, que: “ele tem a mordida mais forte que três lebréis juntos”. A palavra “dogue” aparece no fim do século XIV. Em meados do século XIX, estes antigos dogues não eram reconhecidos em outro lugar além da Aquitânia(sudoeste da França). Foram utilizados na caça de grandes animais (javali), em combates (frequentemente
codificados), na guarda de casas e do gado, e a serviço dos açougueiros. Em 1863,
aconteceu em Paris, no “Jardin d’Acclimatation”, a primeira exposição canina francesa. Os Dogues de Bordeaux participaram com seu nome atual. Existiam diferentes tipos: tipo de Toulouse, tipo de Paris e o tipo de Bordeaux, que é a origem do Dogue atual. A raça que tinha sofrido bastante durante as duas guerras mundiais, a ponto de ter sido ameaçada de extinção após a segunda guerra, retomou seu desenvolvimento nos anos 60.

## Temperamento
Seu temperamento é descrito como  territorial, protetor e fiel. Um cão tranqüilo e dócil que gosta de estar com as crianças da família. Porém, sabe se impor. De personalidade forte, não se submete facilmente e não fica pedindo atenção e carinho, apesar de adorar seus proprietários. Caso se sinta desafiado, chega a atacar outros cães. Seu olhar é descrito como penetrante e o tamanho de sua cabeça impressiona.

## Aparência
O Dogue de Bordeaux é um cão muito poderoso, com um corpo muito musculoso conservando, porém, um conjunto harmonioso.  Pode chegar aos 68 cm e pesar 65 kg. Sua mordedura é prognata. Sua pelagem é fina, curta e suave ao toque. Entre suas principais características físicas estão ainda suas rugas, resultado de sua pele solta. Sua máscara pode ser marrom/vermelha ou preta. Seu pêlo é sempre fulvo, variando o tom até acaju(vermelho).

## Galeria

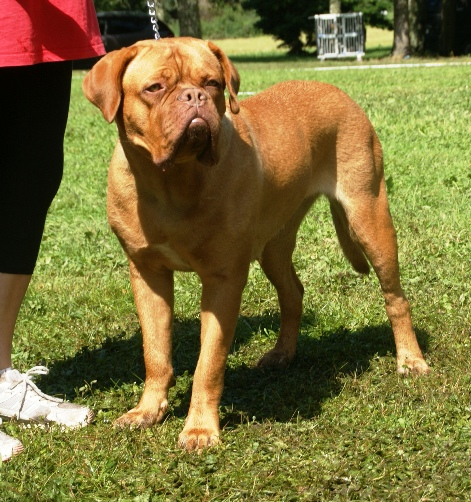
Dogue de bordeaux. Máscara marrom
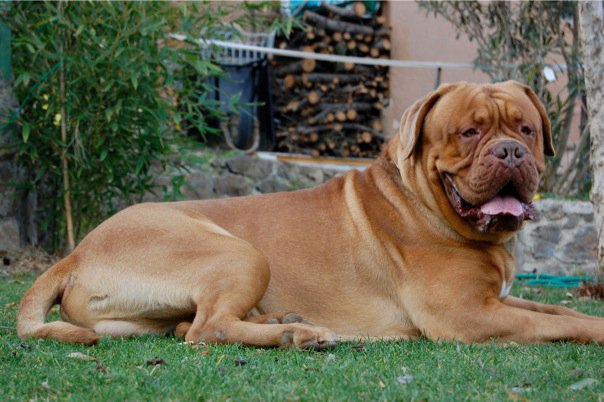
Dogue de bordeaux. Máscara marrom
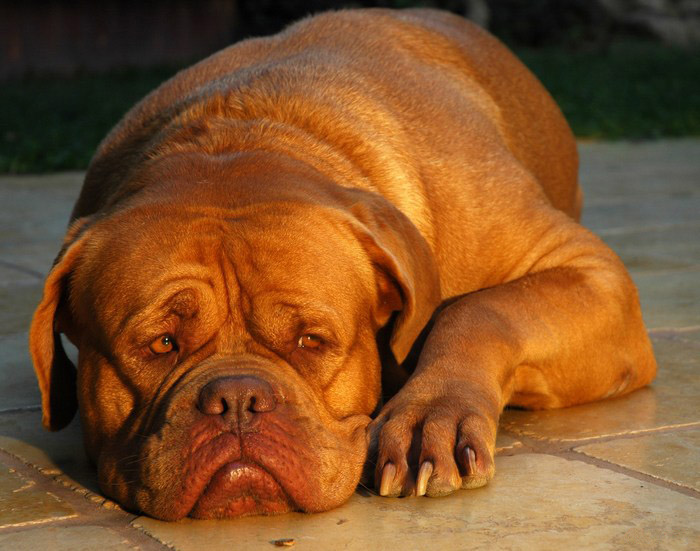
Dogue de bordeaux. Máscara marrom
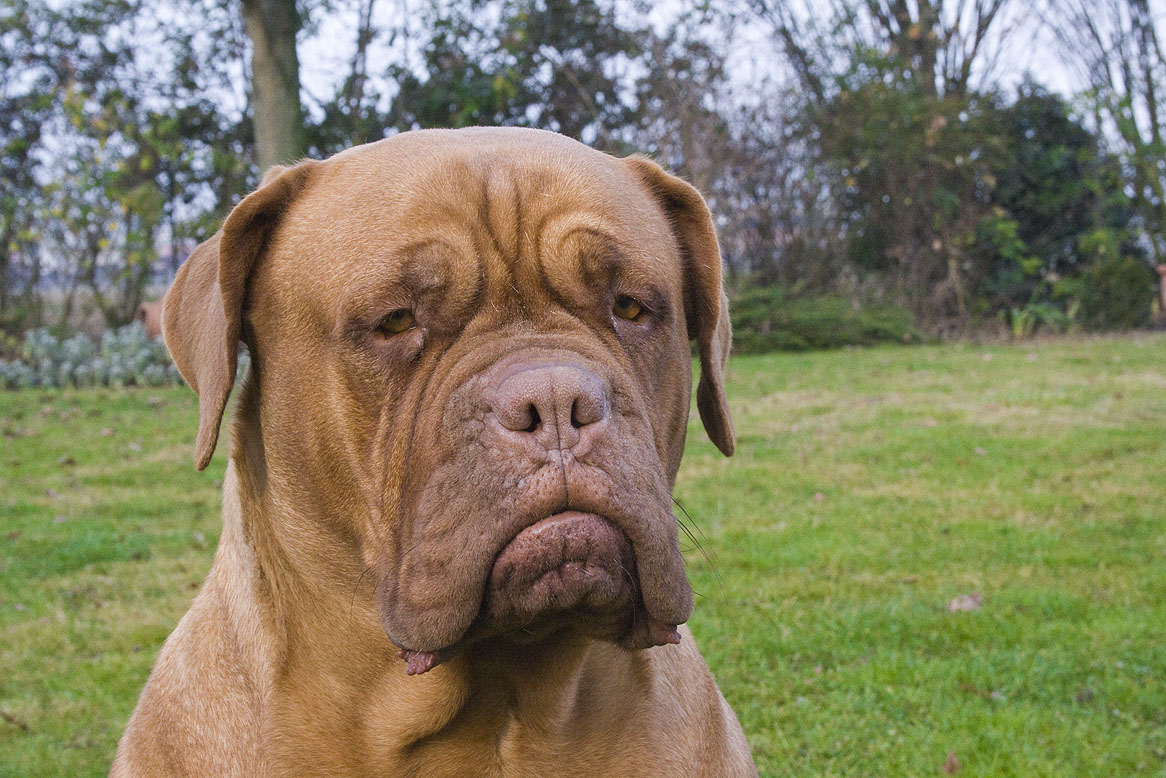
Dogue de bordeaux. Máscara marrom
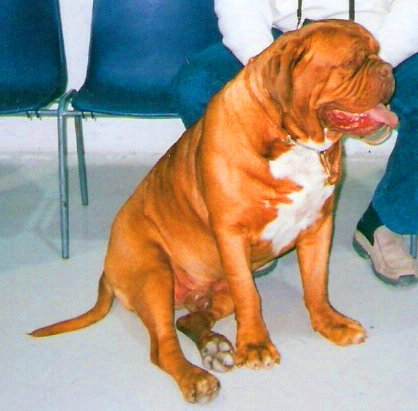
Dogue de bordeaux. Máscara marrom
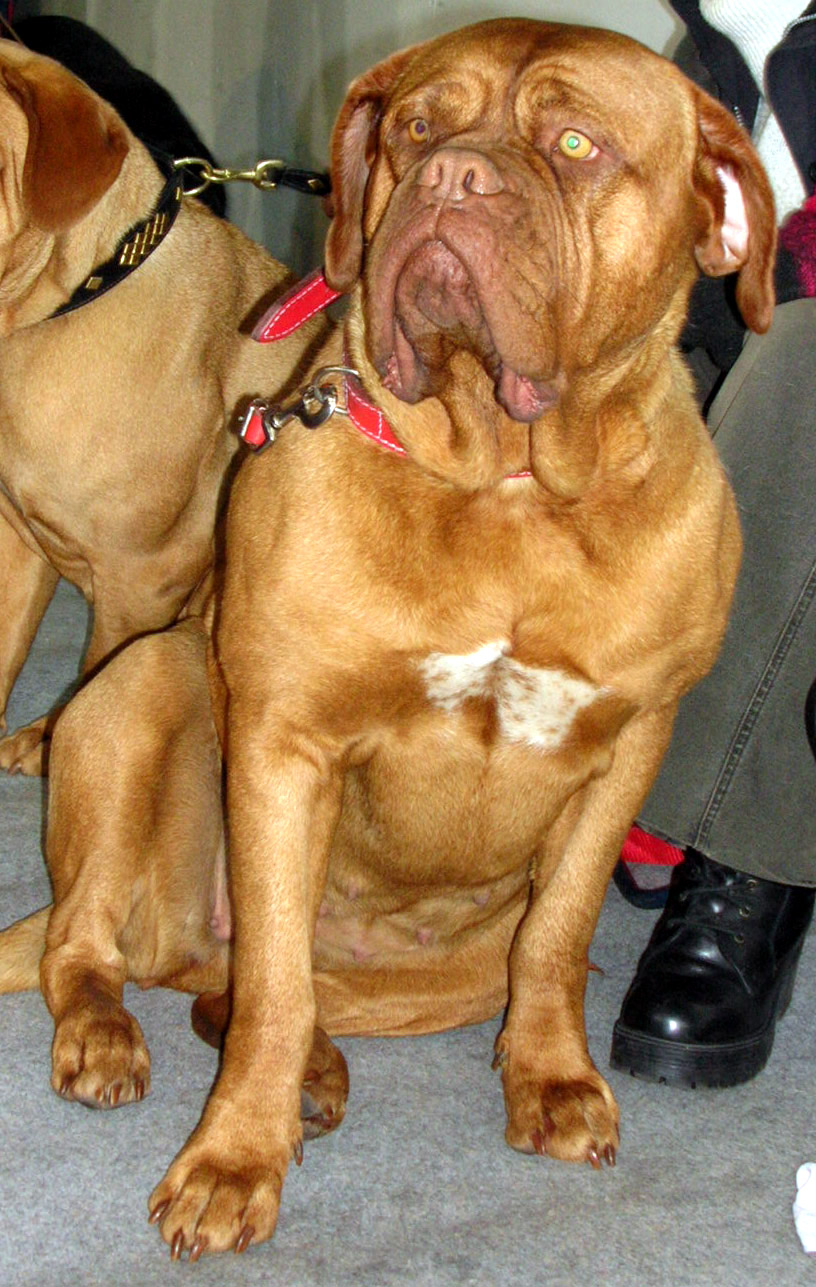
Dogue de bordeaux. Máscara marrom
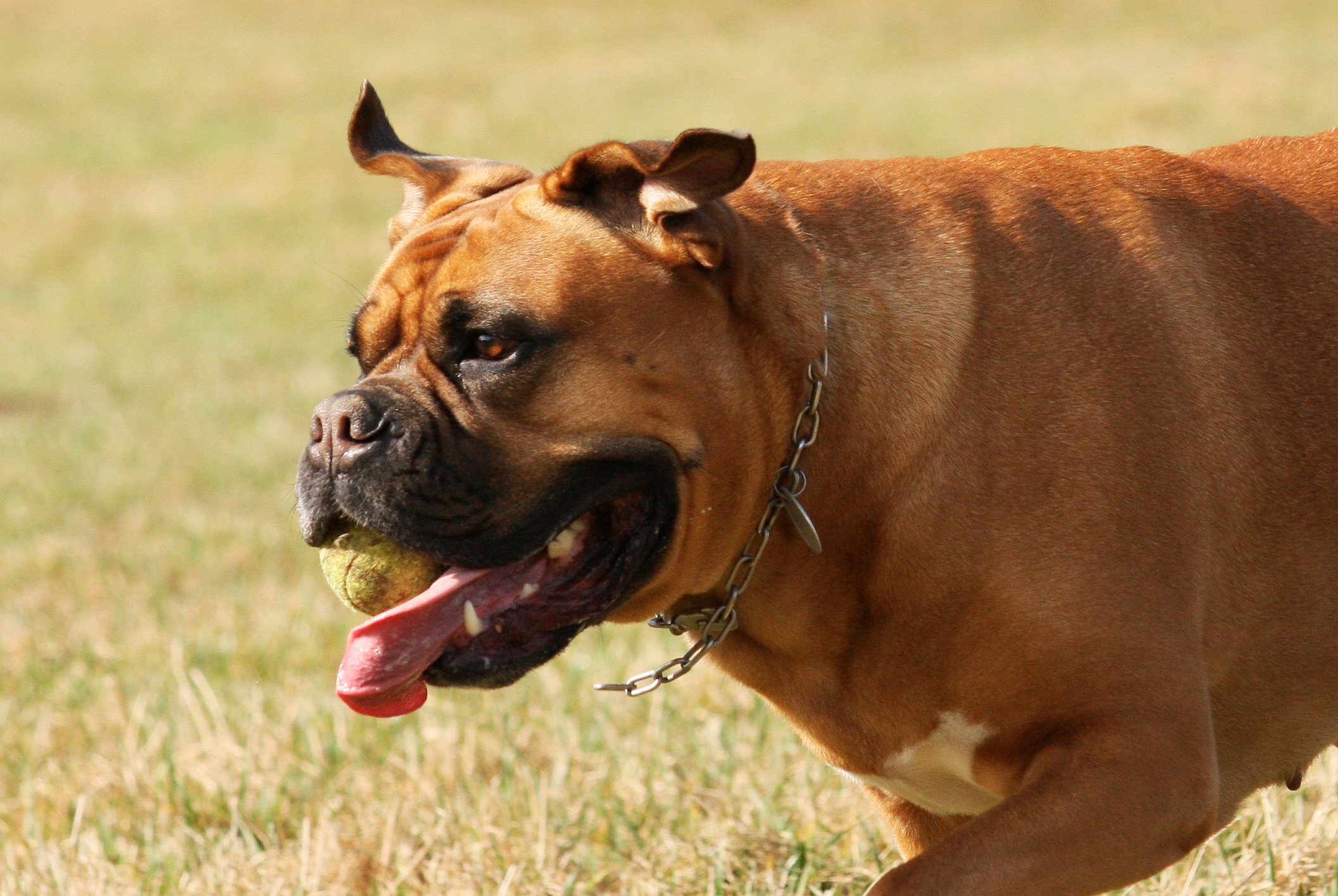
Dogue de bordeaux. Máscara preta
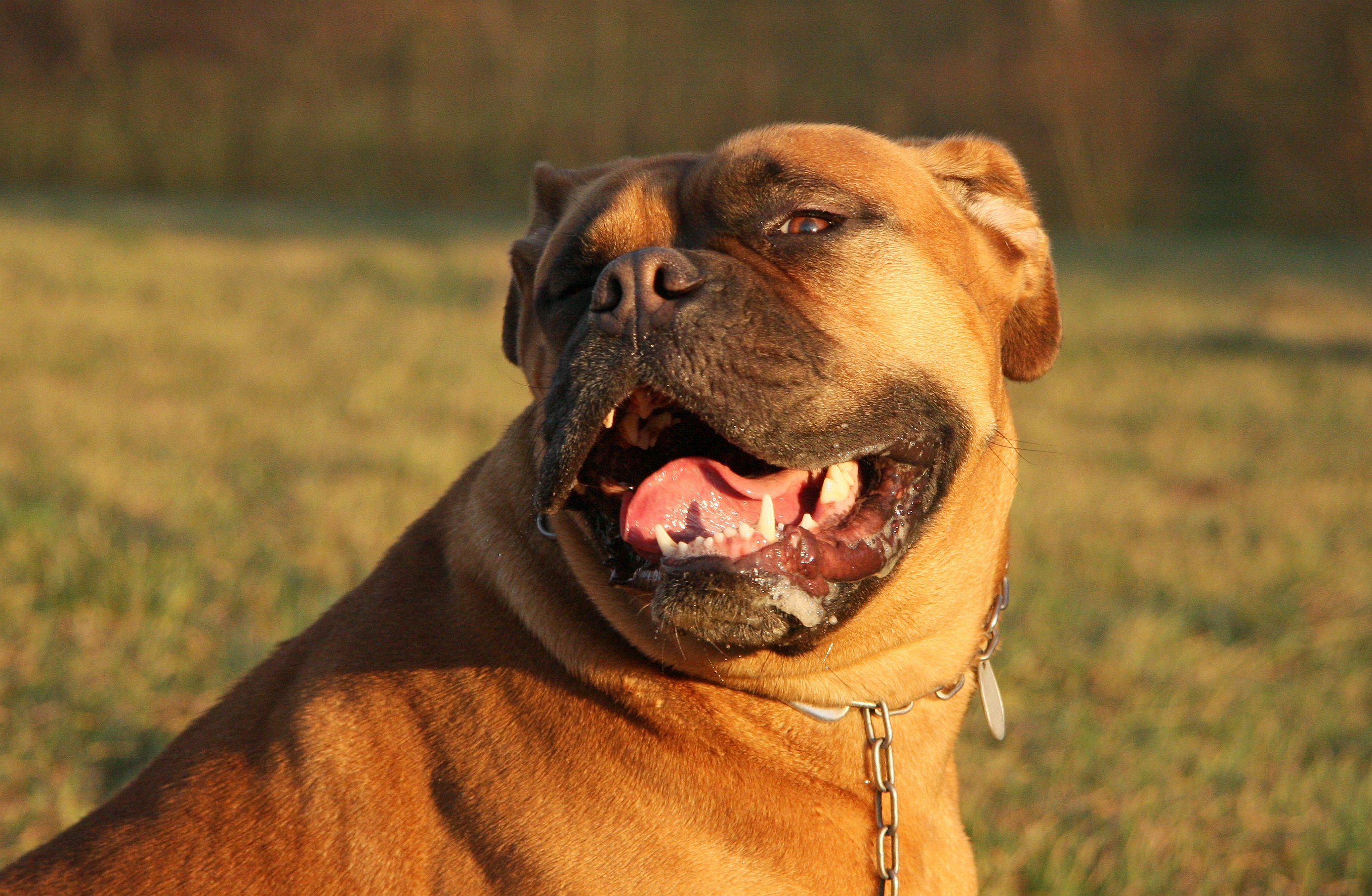
Dogue de bordeaux. Máscara preta